# الدستور المؤقت للجمهورية العربية المتحدة (1958)
الدستور المؤقت للجمهورية العربية المتحدة 1958 أو دستور مصر 1958 هو أول دستور يصدر بعد الوحدة بين مصر وسوريا. صدر في دمشق في 5 مارس 1958 وصدر في القاهرة في 13 مارس 1958.